# Lithobius hakui
Lithobius hakui är en mångfotingart som beskrevs av Masatoshi Takakuwa 1939. Lithobius hakui ingår i släktet Lithobius och familjen stenkrypare. Inga underarter finns listade i Catalogue of Life.